# Hayley Simmonds
Hayley Simmonds (Redditch, Worcestershire, 22 de juliol de 1988) és una ciclista anglesa, professional des del 2016 i actualment a l'equip Team WNT. Especialista en la contrarellotge, s'ha proclamat campiona nacional de l'especialitat en dues ocasions.

## Palmarès
- 2015
  -  Campiona del Regne Unit en contrarellotge
- 2016
  -  Campiona del Regne Unit en contrarellotge
- 2017
  - 1a a l'Omloop van Borsele (CRI)
  - Vencedora d'una etapa a la Volta a Turíngia